# ものしり大学 明日のカレンダー
『ものしり大学 明日のカレンダー』（ものしりだいがく あしたのカレンダー）は、1966年7月1日から1970年8月2日まで毎日放送で放送されていたテレビアニメである。毎日放送とおとぎプロダクションの共同製作。麒麟麦酒の一社提供。全1274話。放送時間は毎週月曜 - 土曜 18:55 - 19:00 （日本標準時）。

## 概要
『キリンものしりシリーズ』の作品第2弾で、第1弾『おとぎマンガカレンダー』の最終回から2年のブランクを経て開始された。
本作は2部構成で、前半は作品放送日の過去の出来事を紹介するという、『おとぎマンガカレンダー』のコンセプトを継承した「まんがカレンダー」、後半は身の回りの事物を簡単に紹介する「ものしり教室」という構成になっていた。しかし、いずれも静止画を紙芝居式に見せているだけに過ぎなかったため、本作は厳密なアニメシリーズとは言えない。
本作でシリーズ初の進行役が登場した。進行役は、麒麟麦酒の主力商品「キリンビール（現・キリンラガービール）」「キリンレモン」「キリンジュース（現・キリンオレンジ）」それぞれの空き瓶に顔や手足が付いた擬人化キャラクター「博士」「レモンくん」「ジュースくん」の3人で、彼らだけは静止画でなく人形アニメで作られていた。
前作同様のモノクロ作品で、制作も前作『おとぎマンガカレンダー』やさらにその前身の『インスタントヒストリー』（フジテレビ）から引き続き横山隆一主催のおとぎプロダクションが請け負っていたが、製作局はTBSから毎日放送に変更された。また、本作からは関東地区での放送が無くなった。平均視聴率は9%、最高視聴率は27%を記録している。
本作の最終回をもっておとぎプロはこのシリーズの制作から撤退し、次作『キリンものしり大学 マンガ人物史』からはオフィス・ユニの制作かつカラー放送となった。また、これ以後は人物史や世界の風物を紹介する作品が続き、歴史を紹介する作品は1980年1月1日放送開始の『（キリン）あしたのカレンダー』まで中断する。

## スタッフ
- 制作 - 毎日放送、おとぎプロダクション